# Ebes (Sárköz)
Ebes az 1142-ben alapított bátaszéki, vagy másképpen cikádori ciszterci apátság birtoka volt.  A mai Szekszárd területén feküdt. 

## Története
1334-ben a pápai tizedjegyzékben 10 banalessel szerepel. 1476-ban a bátaszéki apátság javainak jegyzékében szerepel, ahol 145 hordó bort írtak össze. Csatárral együtt a váradi püspök tulajdona 6 portával. 1560-ban a váci és a budai kápláné, Soldonár Gergely bíró eskü alatt vallotta: 22 telkes jobbágy található, fizetnek évente megegyezés szerint 44 forintot, ezenkívül Szigetvár építkezési munkáiban részt vesznek, tizedeiket pedig készpénzben adják meg. Az 1558. évi tizedek, 44 és fél köböl bor, ami készpénzben 20 forint 50 dénár, az 1559. évben a 105 köböl 82 forintot tett ki. Az 1560. évben 22 köböl 10 forint 56 dénárt ért. Dica-adót 11 porta után 1559-ben 13 forint 20 dénárt adtak.  A török hódítás után a többi környező településhez hasonlóan a szigetvári várnak adózott. 1559. szeptember 27-én Bósza János bíró az évi fizetési kötelezettségüket, a 22 forintot befizette. 1560. március 1-jén szintén 22 forintot adott.  1565-ben a szigetvári urbárium szerint: „EBES 44 forint, a fele része a budai káptalané, fele része a váradi káptalané…” Szekszárd környékén ebben az időben Ebes falu volt a legjelentősebb adófizető. A szigetváriak feljegyzéseiben magyar adót Ebesen 1660-ban 22 telkes jobbágy 11 portáról fizetett. A porta itt a királyi adó, adóegységet jelentette. Csatáron ugyanekkor 3 telkes jobbágyot írtak össze. Szekszárdon valahol a két említett település közötti értékhatárán lehettek a telkes jobbágyok. A korabeli viszonyokra részletesebb tájékoztatást ad az 1564. évi török összeírás, amely a gabonatizedeket és a tizedek beadására kötelezettek neveit együtt őrizte meg. Ekkor a törökök Ebesen 55 gabonatermelőt jegyeztek fel, az általuk termelt gabona tizedmennyiségével együtt, ami összevetésben megmutatja, hogy a magyar adóztatás (Szigetvárból) csak a saját igás ökrökkel rendelkező valamilyen szempontból kiragadott gazdaságait terhelte meg adófizetéssel. Az 1562-65. évi szigetvári urbáriumok feljegyzéseiből tudjuk, hogy a bortermelés Ebesen évi átlagban 100 hektoliter körül mozgott. Ezt a bormennyiséget Ebesen nem csak ráckevei, hanem őcsényi, decsi, etei, tolnai és kalocsai jobbágygazdák közösen termelték meg. A település elnéptelenedésének folyamatát mutatják a török defterek 1591-91-ben még 52 adófizetőt írtak össze Ebesen, 1631-32-ben már csak tízet és 1641-42-ben pedig mindössze kettőt. A törökök viszont minden gabonatermelő gazdaság fejét név szerint összeírták. A török alatt hászbirtok volt.  A 17. század második felében pusztult el, lakói beköltöztek Szekszárdra.